# Tàngara botxí
La tàngara botxí (Neothraupis fasciata) és un ocell de la família dels tràupids (Thraupidae) i única espècie del gènere Neothraupis (Lichtenstein, MHK, 1823).

## Hàbitat i distribució
Viu a sabanes obertes i cerrado de les terres baixes a l'est i sud del Brasil, est de Bolívia i nord-est de Paraguai.